# Matthew Perry (acteur)
Matthew Langford Perry (Williamstown (Massachusetts), 19 augustus 1969 – Los Angeles, 28 oktober 2023) was een Amerikaans-Canadese acteur. Perry werd vooral bekend als Chandler Bing in de televisieserie Friends.

## Levensloop
Perry werd geboren in de Verenigde Staten, maar groeide op in Ottawa, Canada. Hij was de zoon van acteur John Bennett Perry en Suzanne Marie Langford. Zijn ouders scheidden toen Perry ongeveer een jaar oud was. Zijn moeder was woordvoerster van de Canadese premier Pierre Trudeau en Perry was een klasgenoot van diens zoon en latere premier Justin Trudeau.
Perry moest kiezen tussen een carrière als acteur of als proftennisser. Hij had een uitzonderlijk talent voor tennis, maar besloot toch het acteervak in te gaan. In 1993 speelde hij al in diverse series en toneelstukken, maar een grote doorbraak bleef uit. Omdat hij verbonden was aan de serie L.A.X. 2194, een sitcom over bagageafhandelaars op L.A.X. in het jaar 2194, mocht hij geen auditie doen voor Friends. Perry hielp goede vriend Craig Bierko bij zijn auditie en uiteindelijk kreeg Bierko de rol aangeboden, maar hij sloeg het aanbod af. Doordat L.A.X. 2194 werd geannuleerd, mocht Perry alsnog auditie doen en kreeg hij de rol van Chandler Bing.
Perry heeft gastrollen gespeeld in de series Ally McBeal en The West Wing. Ook leende hij zijn stem aan de animatieserie The Simpsons en speelde hij hoofdrollen in Hollywoodfilms zoals Fools Rush In, The Whole Nine Yards en 17 Again.

### Verslavingen
In 1997 raakte Perry na een jetski-ongeluk verslaafd aan pijnstillers. Op een gegeven moment slikte hij 55 stuks van de sterke pijnstiller Vicodin per dag, waardoor hij van seizoen 3 tot 6 van Friends hele gaten in zijn geheugen had.
Perry worstelde daarnaast met alcohol- en drugsverslavingen, wat hij aanhaalde in zijn autobiografie Friends, Lovers and the Big Terrible Thing uit 2022. Hij had met zichzelf de afspraak nooit onder invloed op de set te verschijnen, maar stond daar wel regelmatig met een flinke kater.
Hij miste een deel van zijn rechtermiddelvinger als gevolg van een ongeluk met een deur. In 2018 onderging hij een operatie vanwege een maagdarmperforatie en lag hij twee weken in coma.
Perry werd op 28 oktober 2023 op 54-jarige leeftijd dood aangetroffen in de jacuzzi van zijn woning in Pacific Palisades, een wijk in Los Angeles. In zijn lichaam werd een overdosis ketamine gevonden. Hij werd begraven op het Forest Lawn Memorial Park in de Hollywood Hills. Er werden vijf personen aangeklaagd in verband met zijn overlijden.

## Nominaties en prijzen
| Jaar                                      | Categorie                                                                            | Genomineerde werk | Prijs                           |
| ----------------------------------------- | ------------------------------------------------------------------------------------ | --- | ------------------------------- |
| 1996                                      | Funniest Supporting Male Performer in a TV Series                                    | Als Chandler Bing in Friends (gedeeld met David Schwimmer)                                                               | American Comedy Awards          |
| 1997                                      | Best Supporting Actor in a Comedy Series                                             | Als Chandler Bing in Friends                                                                                             | OFTA Television Award           |
| 1997                                      | Best Supporting Actor in a Series                                                    | Als Chandler Bing in Friends                                                                                             | OFTA Television Award           |
| 1998                                      |                                                                                      | Als Chandler Bing in Friends                                                                                             | OFTA Television Award           |
| 1999                                      | Outstanding Performance by an Ensemble in a Comedy Series                            | Als Chandler Bing in Friends (gedeeld met Jennifer Aniston, Courteney Cox, Lisa Kudrow, Matt LeBlanc en David Schwimmer) | Screen Actors Guild Awards      |
| 2000                                      | Outstanding Performance by an Ensemble in a Comedy Series                            | Als Chandler Bing in Friends (gedeeld met Jennifer Aniston, Courteney Cox, Lisa Kudrow, Matt LeBlanc en David Schwimmer) | Screen Actors Guild Awards      |
| 2001                                      | Outstanding Performance by an Ensemble in a Comedy Series                            | Als Chandler Bing in Friends (gedeeld met Jennifer Aniston, Courteney Cox, Lisa Kudrow, Matt LeBlanc en David Schwimmer) | Screen Actors Guild Awards      |
| 2002                                      | Outstanding Performance by an Ensemble in a Comedy Series                            | Als Chandler Bing in Friends (gedeeld met Jennifer Aniston, Courteney Cox, Lisa Kudrow, Matt LeBlanc en David Schwimmer) | Screen Actors Guild Awards      |
| Favorite Television Actor                 | Als Chandler Bing in Friends                                                         | Kids' Choice Awards, USA                                                                                                 |                                 |
| Outstanding Lead Actor in a Comedy Series | Als Chandler Bing in Friends                                                         | Primetime Emmy Awards |                                 |
| 2003                                      | Outstanding Guest Actor in a Drama Series                                            | Primetime Emmy Awards | Als Joe Quincy in The West Wing |
| 2003                                      | Best Guest Actor in a Drama Series                                                   | The West Wing | OFTA Television Award           |
| 2003                                      | Outstanding Performance by an Ensemble in a Comedy Series                            | Als Chandler Bing in Friends (gedeeld met Jennifer Aniston, Courteney Cox, Lisa Kudrow, Matt LeBlanc en David Schwimmer) | Screen Actors Guild Awards      |
| 2004                                      | Outstanding Performance by an Ensemble in a Comedy Series                            | Als Chandler Bing in Friends (gedeeld met Jennifer Aniston, Courteney Cox, Lisa Kudrow, Matt LeBlanc en David Schwimmer) | Screen Actors Guild Awards      |
| Choice TV Actor - Comedy                  | Friends                                                                              | Teen Choice Award |                                 |
| Outstanding Guest Actor in a Drama Series | Als Joe Quincy in The West Wing                                                      | Primetime Emmy Awards |                                 |
| Comedy Lead Actor                         | Friends                                                                              | Gold Derby Awards |                                 |
| 2005                                      | Comedy Guest Actor                                                                   | Gold Derby Awards | Scrubs                          |
| 2006                                      | Most Wonderful Wedding                                                               | Als Chandler Bing in Friends (gedeeld met Courteney Cox)                                                                 | TV Land Award                   |
| 2006                                      | Best Actor in a Series, Drama                                                        | Studio 60 on the Sunset Strip                                                                                            | Satellite Awards                |
| 2007                                      | Best Performance by an Actor in a Miniseries or a Motion Picture Made for Television | The Ron Clark Story | Golden Globes                   |
| 2007                                      | Outstanding Lead Actor in a Miniseries or Movie                                      | The Ron Clark Story | Primetime Emmy Awards           |
| 2007                                      | Outstanding Performance by a Male Actor in a Television Movie or Miniseries          | The Ron Clark Story | Screen Actors Guild Awards      |
| 2007                                      | Best Actor in a Motion Picture or Miniseries                                         | The Ron Clark Story | OFTA Television Award           |
| 2009                                      | TV Movie/Mini Actor of the Decade                                                    | The Ron Clark Story | Gold Derby Awards               |
| 2012                                      | Best Guest Actor in a Drama Series                                                   | The Good Wife | OFTA Television Award           |
| 2013                                      | Drama Guest Actor                                                                    | The Good Wife | Gold Derby Awards               |
| 2017                                      | Favorite Comedic TV Actor                                                            | | People's Choice Awards          |
| 2021                                      | Outstanding Variety Special (Pre-Recorded)                                           | Friends: The Reunion (gedeeld met 21 anderen)                                                                            | Primetime Emmy Awards           |

| Jaar | Categorie                                                 | Genomineerde werk | Prijs                      |
| ---- | --------------------------------------------------------- | --- | -------------------------- |
| 1996 | Outstanding Performance by an Ensemble in a Comedy Series | Als Chandler Bing in Friends (gedeeld met Jennifer Aniston, Courteney Cox, Lisa Kudrow, Matt LeBlanc en David Schwimmer)          | Screen Actors Guild Awards |
| 2000 | Editor's Choice                                           | (gedeeld met Jennifer Aniston, Courteney Cox, Lisa Kudrow, Matt LeBlanc, David Schwimmer, Jane Sibbett en John Christopher Allen) | TV Guide Awards            |
| 2007 | TV Movie/Mini Lead Actor                                  | The Ron Clark Story | Gold Derby Awards          |
| 2012 | Drama Guest Actor                                         | The Good Wife | Gold Derby Awards          |
| 2013 | Best Global Actor in a Television Series                  | Go On | Huading Award              |

## Bestseller 60
| Boeken met noteringen in de Nederlandse Bestseller 60 | Jaar van verschijnen | Datum van binnenkomst | Hoogste positie | Aantal weken | Opmerkingen                            |
| ----------------------------------------------------- | -------------------- | --------------------- | --------------- | ------------ | -------------------------------------- |
| Friends, lovers en het grote, verschrikkelijke ding   | 2022                 | 09-11-2022            | 18              | 4            |                                        |
| Friends, lovers en het grote, verschrikkelijke ding   | 2023                 | 15-11-2023            | 7               | 7            | speciale heruitgave na zijn overlijden |